# ディラトン
ディラトン（英：dilaton）とは、超弦理論に登場する仮説上の粒子である。

## 超弦理論におけるディラトン
超弦理論では、ディラトンは重力子とともに現れるスカラー場（クライン-ゴルドン方程式に従う）である。超弦理論は、カルツァ＝クライン理論を自然に受け入れる理論であるが、摂動論的な超弦理論（タイプI、タイプIIおよび、ヘテロティック弦理論）では、コンパクト化していない10次元時空上の理論でも既にディラトンが含まれる。
それに対して、11次元のM理論（IIA型超弦理論の強結合極限）は、コンパクト化しない限りディラトンは理論に現れない。
ディラトン場φの真空期待値の指数関数は、理論の結合定数 g を定める。
{\displaystyle g=\exp(\langle \phi \rangle )}
よって、場の量子論では結合定数が定数であるのに対し、超弦理論での結合定数は力学変数である。（定数ではないが、便宜上結合定数と呼ばれている）
超対称性が破れない場合、ディラトンの真空期待値は任意の値が許される（モジュライと呼ばれる）が、超対称性の破れに伴ってディラトンに対するポテンシャルエネルギーが生成され、ディラトン場はポテンシャルの最小値（原理的には計算可能とされる）付近に値が定められる。
超対称性理論では、ディラトンに対する超対称性粒子が存在し、ディラティーノと呼ばれる。また、ディラトンはアクシオンを組み合わせて複素スカラー場として扱われる。